# Військовий переворот у Лесото (2014)
Військовий переворот в Лесото — заколот, проведений 
збройними силами цієї країни 30 серпня 2014 року.

## Джерело
У королівстві Лесото черговий військовий переворот[недоступне посилання з червня 2019]
| Прапор Лесото | Це незавершена стаття про Лесото. Ви можете допомогти проєкту, виправивши або дописавши її. |